# Emmanuele Baldini
Emmanuele Baldini (Trieste, 29 de dezembro de 1971) é um violinista e maestro italiano.

## Biografia
Filho de dois pianistas, Emmanuele Baldini se interessou pelo violino aos sete anos de idade. Estudou o instrumento sob a orientação de Bruno Polli no Conservatorio di Musica Giuseppe Tartini, de Trieste, indo logo depois para o Conservatoire de Musique de Genève, onde teve como professor Corrado Romano. Prosseguiu com os seus estudos aperfeiçoando-se com Ruggiero Ricci, no Mozarteum de Salzburgo, e, bem mais tarde, estudou regência de orquestra com os maestros Frank Shipway e Isaac Karabtchevsky.
Vencedor de diversos concursos internacionais, como o "Forum Junger Kunstler", em Viena, Emmanuele também ganhou o "Premier Prix de Virtuosité", em Genebra, com direito a uma menção especial, e o terceiro prêmio no Concorso Lipizer di Gorizia, na sua Itália natal.
Atuou como solista na Itália e nas principais salas de concerto europeias, dentre elas: Viena (Konzerthaus), Linz (Brucknersaal), Genebra (Victoria Hall), Mônaco (Gasteig), Berlim, Colônia, Frankfurt, Salzburgo, Ljubljana, Bruxelas (Big Concert Hall do Conservatório Real), Budapeste (Liszt Ferenc Academy of Music), Luxemburgo e nas cidades de Paris e Copenhagen, entre outras. Emmanuele também foi convidado a se apresentar como solista em peças orquestrais e como camerista em recitais fora da Europa – no Japão, na Austrália, nos Estados Unidos e principalmente no Brasil, onde fixou residência em 2005. Emmanuele interpretou os principais concertos do repertório violinístico acompanhado por orquestras como a Wiener Kammerorchester, a Rundfunk-Sinfonieorchester Berlin, a Orchestra della Svizzera Romanda, a Orquestra Sinfônica do Estado de São Paulo (Osesp), a Flanders Youth Philharmonic Orchestra e a Orchestra da Camara di Mantova – onde tocou sob a regência de nomes como Claudio Abbado, Riccardo Muti, Daniele Gatti, Franco Gulli e Franco Rossi.
Foi spalla (primeiro violino) da Orchestra del Teatro Comunal de Bolonha, da Orchestra del Teatro Giuseppe Verdi di Trieste e da Orquestra Sinfónica da Galiza. Atuou também como concertino da Orchestra del Teatro alla Scala di Milano.
Atualmente, Emmanuele atua como primeiro violino da Orquestra Sinfônica do Estado de São Paulo e líder e fundador do Quarteto Osesp (formado atualmente por ele e Davi Graton aos violinos, Peter Pas na viola e Rodrigo Andrade como violoncelista convidado). As suas atividades musicais recentes incluem também colaborações com artistas como Maria João Pires, Jean-Philippe Collard, Antonio Meneses, Fábio Zanon, Caio Pagano, Jean-Efflam Bavouzet, Ricardo Castro, Nicholas Angelich e Lilya Zilberstein.

## Discografia
- Carl Maria von Weber, Felix Mendelssohn-Bartholdy, Sonate per violino e pianoforte - Emmanuele Baldini/Lorenzo Baldini, 1996 AGORÀ MUSIC
- Albéric Magnard, César Franck, Sonates pour Violon et Piano - Emmanuele Baldini/Lorenzo Baldini, 1996 AGORÀ MUSIC
- Paolo Pessina, Chamber Works for Violin and Piano - Emmanuele Baldini/Roberto Turrin, 1996 EPIC MUSIC
- Luigi Gatti, Sei sonate per violino e viola - Emmanuele Baldini/Thomas Cavuoto, 1997 AGORÀ MUSIC
- Giovan Battista Viotti, Duetti - Emmanuele Baldini/Simona Cavuoto, 1997 AGORÀ MUSIC
- Giuseppe Tartini, Nicolò Paganini - Interpreti Veneziani/Emmanuele Baldini, 1996 IN.VE.NICE SOUND
- G.B. Viotti, Sonates pour Violon et Basse Op.IV - Emmanuele Baldini/Marco Decimo, 1999 AGORÀ MUSIC
- Giuseppe Martucci, Trio op. 59, Sonata op. 22, Tre pezzi op. 67, Melodia - Lorenzo Baldini/Emmanuele Baldini/Marco Ferri, 2000 AGORÀ MUSIC
- Locatelli, L'arte del violino - 24 Caprices for Violin - Emmanuele Baldini, 2012 NEWTON CLASSICS
- Meeting Brahms - Brahms Violin & Piano Sonatas - Emmanuele Baldini/Caio Pagano, 2012 SOUNDSET RECORDINGS
- Juliana D'Agostini + Emmanuele Baldini - Juliana D'Agostini/Emmanuele Baldini, 2013 LUA MUSIC
- Cage+ - Dana Radu/Emmanuele Baldini/Michele Agnes, 2014 SESC
- Trio Arqué - Arnold Schoenberg, W.A. Mozart, Franz Liszt e Camargo Guarnieri - Emmanuele Baldini, Heloísa Meirelles e Horácio Gouveia. 2017 Laser Disck

## Prêmios e indicações

### Prêmio Açorianos
| Ano  | Categoria              | Indicação         | Resultado |
| ---- | ---------------------- | ----------------- | --------- |
| 2012 | Instrumentista Erudito | Emmanuele Baldini | Venceu    |